# Pacheco Fernandes Dantas Futebol Clube
Pacheco Fernandes Dantas Futebol Clube foi uma agremiação esportiva brasileira, sediada em Brasília, no Distrito Federal. O nome se refere à construtora Pacheco Fernandes Dantas, que participou das primeiras obras de construção de Brasília, como as da Vila Planalto.

## História
O clube foi membro fundador da Federação de Futebol do Distrito Federal em 16 de março de 1959, então chamada de Federação Desportiva de Brasília. No mesmo ano, o clube disputou o Campeonato Brasiliense de 1959[carece de fontes?].

## Estatísticas

### Participações
| Competição                | Competição             | Temporadas | Melhor campanha     | Estreia | Última | P | R |
| Distrito Federal (Brasil) | Campeonato Brasiliense | 1          | Desconhecido (1959) | 1959    | 1959   | – | – |